# The Green Inferno
The Green Inferno is een kannibalenfilm uit 2013, geregisseerd door Eli Roth. De film ging in première op 8 september 2013 op het Internationaal filmfestival van Toronto.

## Verhaal
Justine, studeert in New York aan de Columbia-universiteit en is de dochter van een rijke advocaat die voor de Verenigde Naties werkt. Ze zag Alejandro, een leider van een kleine groep activisten op de campus die ervan droomt iets geweldigs te bereiken, iets dat na zijn afstuderen zal blijven bestaan.
Hij nodigt zijn groep uit om hem te volgen naar Peru, om een oliemaatschappij te stoppen die op het punt staat een inheemse stam uit te roeien. Het probeert in feite de rechten te verkrijgen op het land waarop de stam leeft, om het te zuiveren. Justine weet niet zeker of ze echt geïnteresseerd is in het beschermen van het Amazoneregenwoud, maar ze wil dichter bij Alejandro komen en denkt dat het avontuur niet bijzonder gevaarlijk zal zijn.
Ze ontmoet de andere leden van de groep, waaronder Jonah, Daniel, Amy, Samantha, Lars, Kara en vier andere studenten. Daar aangekomen, was ondanks spanningen de missie een succes. Maar op de terugreis stort hun geïmproviseerde vliegtuig neer in het bos. De overlevenden worden geconfronteerd met de gevaren van de regenwoud, maar vooral met de stam die ze probeerden te beschermen wat in werkelijkheid kannibalen zijn.

## Rolverdeling
| Acteur              | Personage           |
| ------------------- | ------------------- |
| Lorenza Izzo        | Justine             |
| Ariel Levy          | Alejandro           |
| Daryl Sabara        | Lars                |
| Kirby Bliss Blanton | Amy                 |
| Magda Apanowicz     | Samantha            |
| Sky Ferreira        | Kaycee              |
| Nicolás Martínez    | Daniel              |
| Aaron Burns         | Jonah               |
| Ignacia Allamand    | Kara                |
| Ramón Llao          | The Bald Headhunter |
| Richard Burgi       | Charles             |
| Matías López        | Carlos              |

## Productie
Op 17 mei 2012 kondigde Eli Roth op het Filmfestival van Cannes in 2012 aan dat hij van plan was een horrorthriller, getiteld The Green Inferno te regisseren,  gefinancierd door Worldview Entertainment. Roth schreef het script met Guillermo Amoedo.
Op 25 oktober 2012 kondigde Roth de volledige cast van de film aan. De opnames begonnen in oktober 2012 in New York. De opnames in Peru en locaties in Chili begonnen op 5 november 2012.
Roth zei in een interview in februari 2013 dat hij wilde dat de film eruit zou zien als een Werner Herzog- of Terrence Malick-film. Hij zei ook dat hij zich liet inspireren door Italiaanse kannibaalfilms als Cannibal Holocaust en Cannibal Ferox.